# Kefar Chittim
Kefar Chittim (hebr. כפר חיטים) – moszaw położony w samorządzie regionu Ha-Galil ha-Tachton, w Dystrykcie Północnym, w Izraelu.
Leży na wschód od Jeziora Tyberiadzkiego w Dolnej Galilei.

## Historia
Moszaw został założony w 1936.

## Gospodarka
Gospodarka moszawu opiera się na intensywnym rolnictwie.